# Seaman (perro Terranova)
Seaman fue un perro de raza Terranova de color negro caqui, célebre por ser la mascota del capitán Meriwether Lewis, quien lo adquirió por la suma de 20 dólares en Pittsburgh, Pensilvania para su famosa expedición. Él fue el único animal que completó todo el viaje.
Durante la expedición, en mayo de 1805, el perro recibió cirugía por una herida causada por un castor. A inicios de 1806 el perro fue robado por indios, causando que Lewis, ajeno a su costumbre, amenazara con quemar la aldea a menos que el perro fuera devuelto.

## Seaman en la Ficción
Seaman ha sido personaje en varias novelas
- Datos: Q7440695
- Multimedia: Seaman (dog) / Q7440695